# Len Munnik
Teunis Leonard (Len) Munnik (Hengelo (Overijssel), 29 augustus 1945) is een Nederlands cartoonist. Zijn prenten hebben vooral politieke thema's als onderwerp.
Munnik studeerde aan de grafische school. Daarna kreeg hij een baan als vormgever in een drukkerij en ging vervolgens als freelance-tekenaar aan de slag. Naast zijn werk voor Trouw, aanvankelijk vooral voor columnist Bert Klei en voor Opzij, tekende Munnik voor verschillende politieke en maatschappelijke organisaties zoals het Interkerkelijk Vredesberaad, Stichting Wakker Dier, de Dierenbescherming, de SP, de Partij voor de Dieren, Keer het Tij, de vakbonden CNV en FNV en voor de Triodos Bank.
In 1989 won Munnik de Ton Smits Penning en in 1996 en 2020 de Inktspotprijs.